# Golden Boy (нагорода)
«Golden Boy» — щорічна футбольна нагорода найкращому футболісту Європи до 21 року. Вручається найкращому молодому футболісту року в Європі. Нагорода була заснована головним редактором газети Tuttosport і вручається з 2003 року. Першим володарем став Рафаел ван дер Варт з футбольного клубу «Аякс».
Переможця визначають серед 40 молодих гравців віком до 21 року, які досягли успіху протягом року та грали в першому дивізіоні будь-якої з країн Європи.

## Лауреати

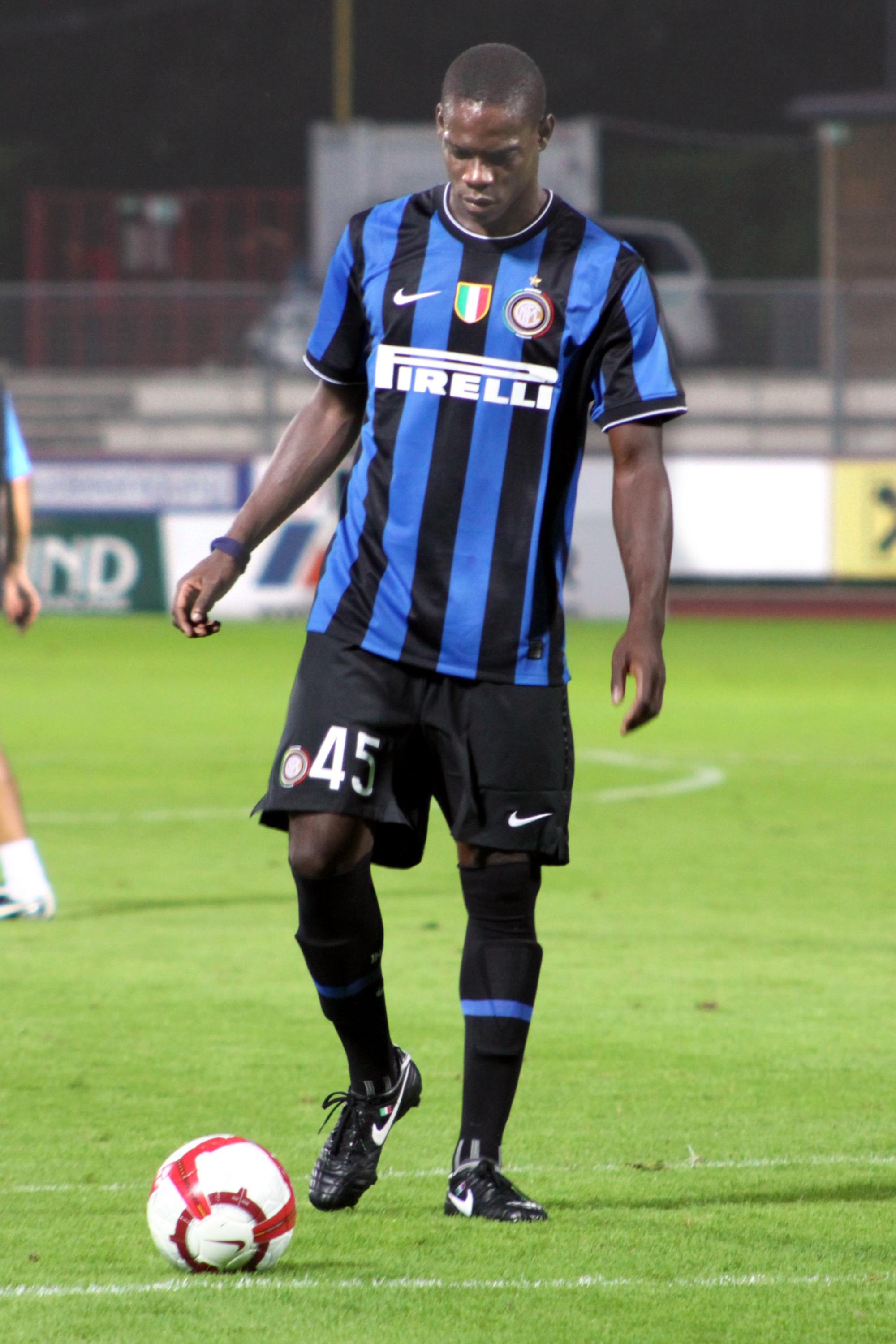
Маріо Балотеллі лауреат «Golden Boy» 2010 року

| Рік  | Країна     | Гравець             | Клуб                        |
| ---- | ---------- | ------------------- | --------------------------- |
| 2003 | Нідерланди | Рафаел ван дер Варт | Аякс                        |
| 2004 | Англія     | Вейн Руні           | Евертон / Манчестер Юнайтед |
| 2005 | Аргентина  | Ліонель Мессі       | Барселона                   |
| 2006 | Іспанія    | Сеск Фабрегас       | Арсенал                     |
| 2007 | Аргентина  | Серхіо Агуеро       | Атлетіко                    |
| 2008 | Бразилія   | Андерсон            | Манчестер Юнайтед           |
| 2009 | Бразилія   | Алешандре Пату      | Мілан                       |
| 2010 | Італія     | Маріо Балотеллі     | Інтер / Манчестер Сіті      |
| 2011 | Німеччина  | Маріо Гетце         | Боруссія (Дортмунд)         |
| 2012 | Іспанія    | Іско                | Малага                      |
| 2013 | Франція    | Поль Погба          | Ювентус                     |
| 2014 | Англія     | Рахім Стерлінг      | Ліверпуль                   |
| 2015 | Франція    | Антоні Марсьяль     | Манчестер Юнайтед           |
| 2016 | Португалія | Ренату Санчеш       | Баварія                     |
| 2017 | Франція    | Кіліан Мбаппе       | Монако / Парі Сен-Жермен    |
| 2018 | Нідерланди | Маттейс де Лігт     | Аякс                        |
| 2019 | Португалія | Жуан Фелікс         | Бенфіка / Атлетіко          |
| 2020 | Норвегія   | Ерлінг Голанн       | Боруссія (Дортмунд)         |
| 2021 | Іспанія    | Педрі               | Барселона                   |
| 2022 | Іспанія    | Гаві                | Барселона                   |
| 2023 | Англія     | Джуд Беллінгем      | Реал Мадрид                 |